# 2023年達拉斯—沃斯堡影評人協會獎
第29屆達拉斯—沃斯堡影評人協會獎（The 29th Dallas-Fort Worth Film Critics Association Awards）是達拉斯—沃斯堡影評人協會以茲獎勵2023年電影的獎項，於2023年12月18日宣布得獎者。投票成員為24名於北德克薩斯州任職的廣播、印刷與網路記者，最佳影片最終由《媽的多重宇宙》奪得。

## 提名與獲獎名單

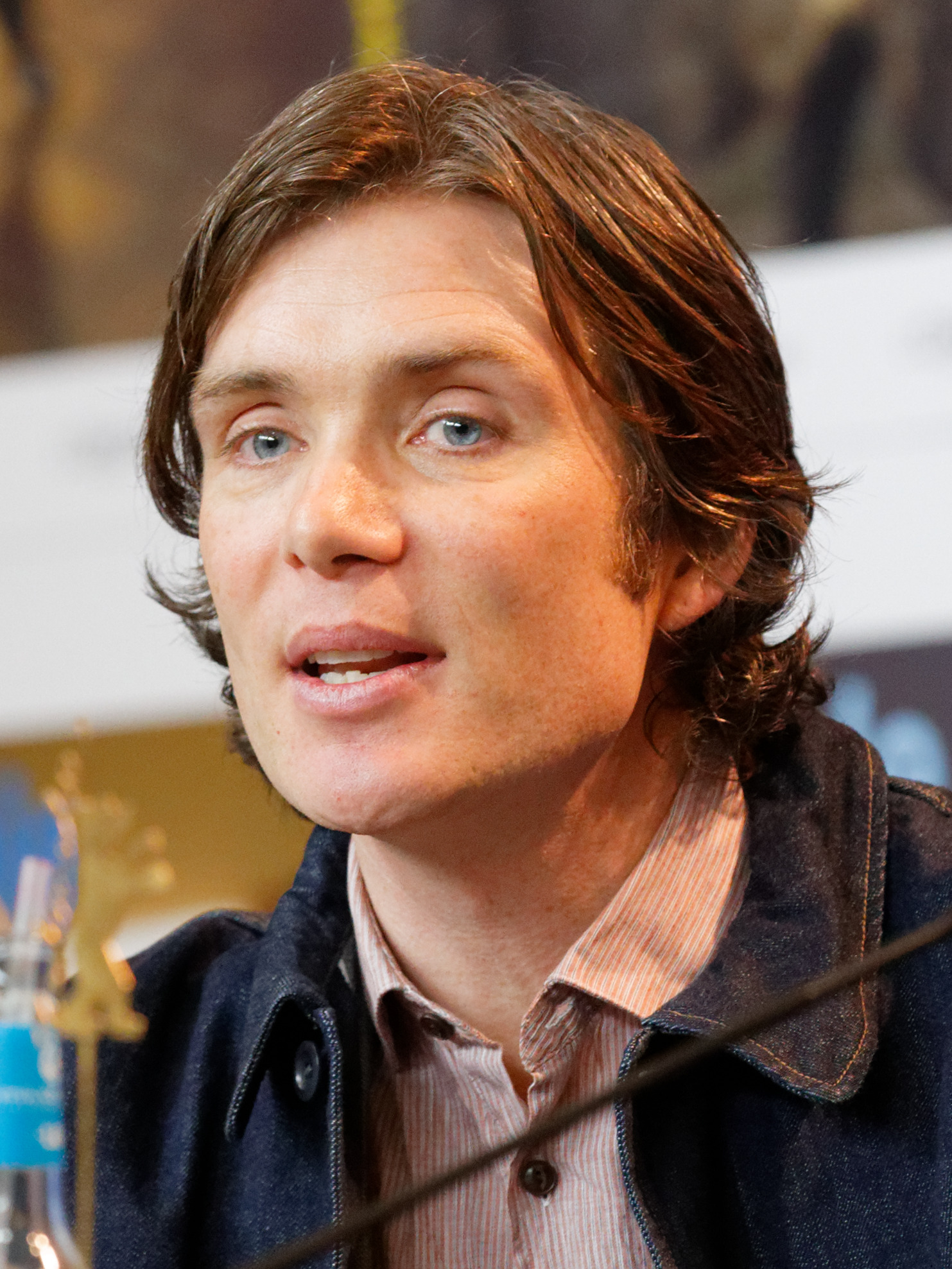
最佳男主角：基利安·墨菲

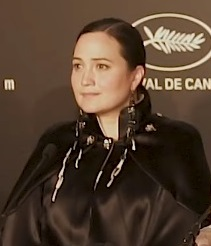
最佳女主角：莉莉·格萊斯頓

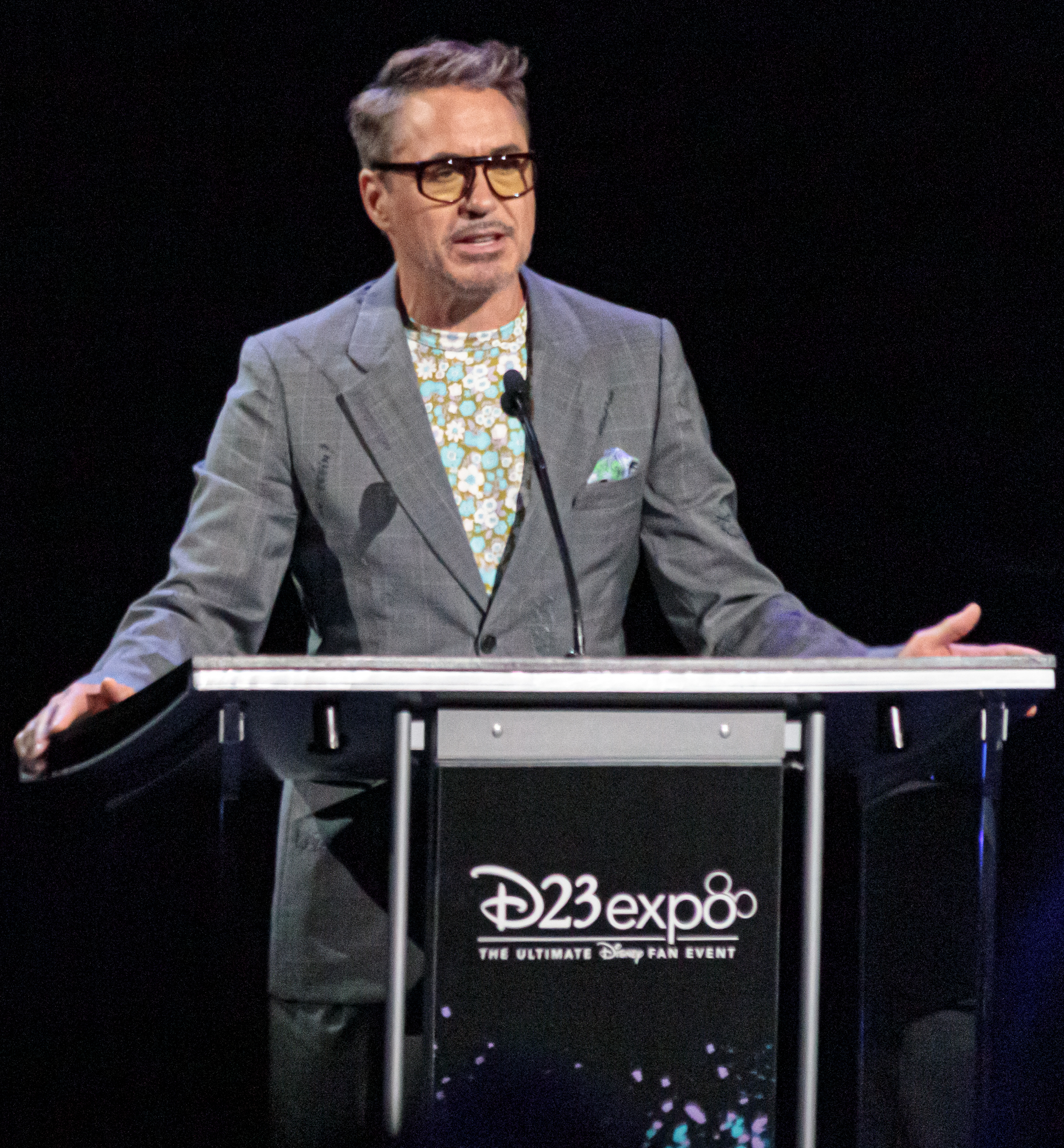
最佳男配角：小勞勃·道尼

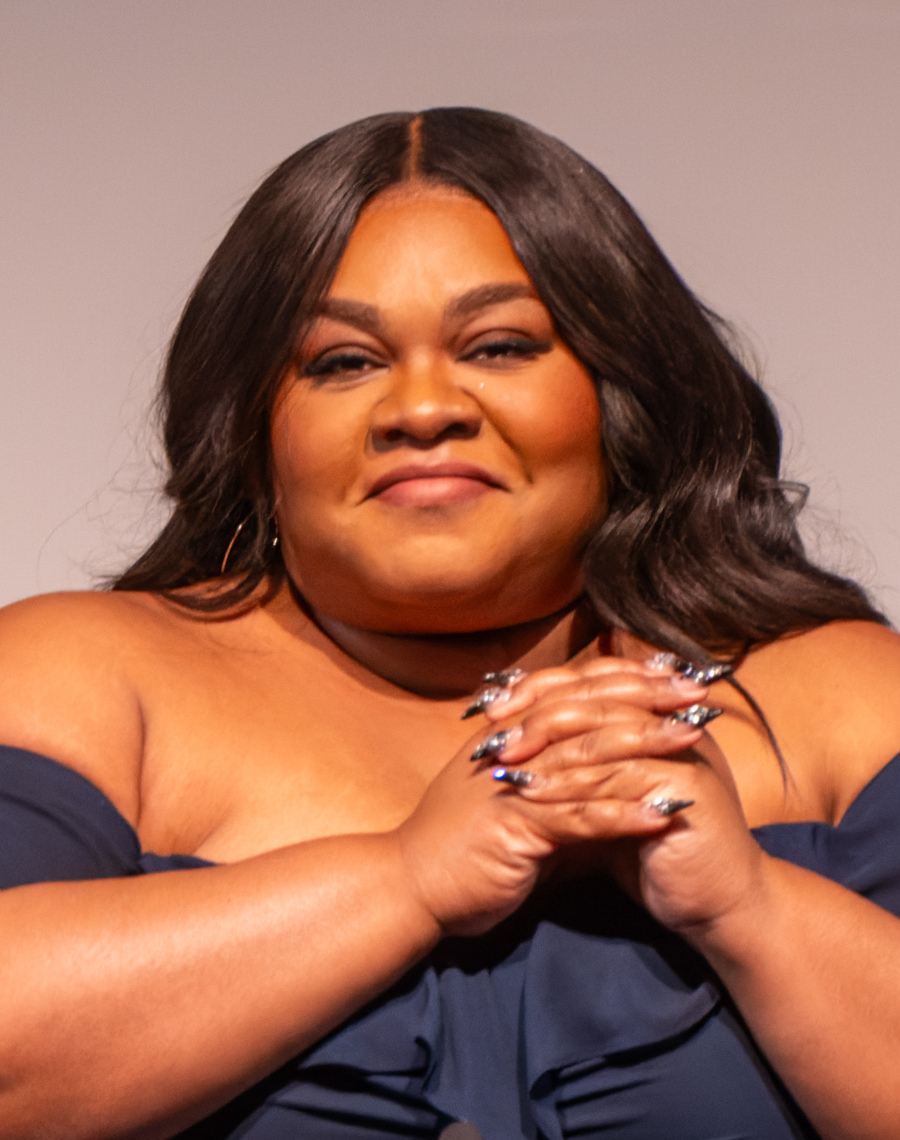
最佳女配角：達芬·喬伊·藍道夫

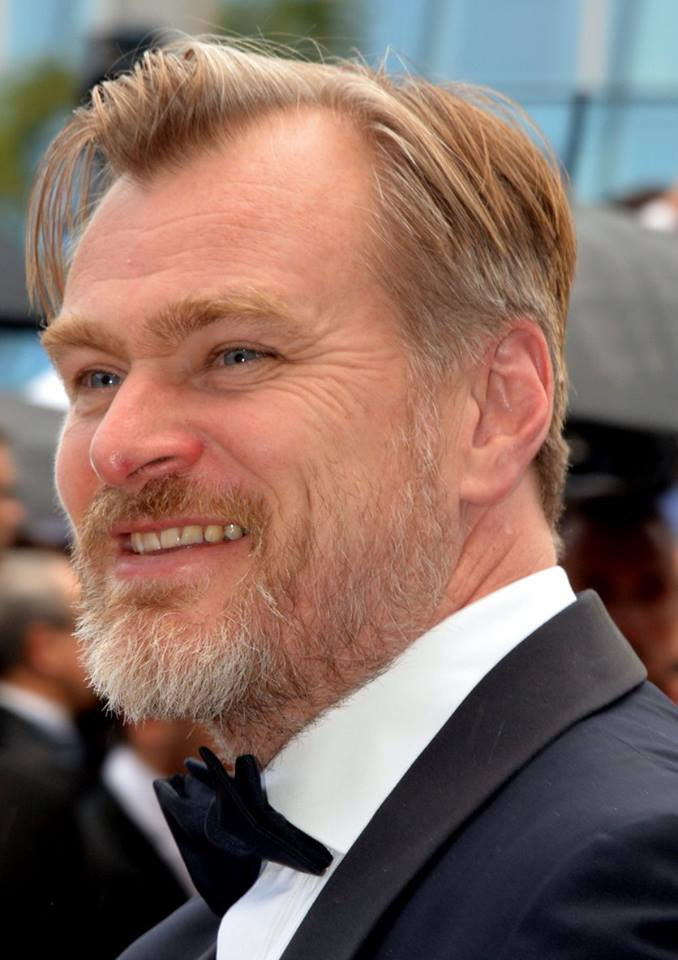
最佳導演：克里斯托弗·诺兰

- 最佳影片

1. 《滯留生》
2. 《奧本海默》
3. 《花月殺手》
4. 《可憐的東西》
5. 《美國小說》
6. 《之前的我們》
7. 《音乐大师》
8. 《坠落的审判》
9. 《Barbie芭比》
10. 《五月的你，十二月的她》

- 最佳男主角

1. 《奧本海默》基利安·墨菲
2. 《滯留生》保罗·吉亚玛提
3. 《音乐大师》布萊德利·庫柏
4. 《美國小說》傑佛瑞·萊特
5. 《花月殺手》莱昂纳多·迪卡普里奥

《魯斯汀：民運推手》科爾曼·多明戈
- 最佳女主角

1. 《花月殺手》莉莉·格萊斯頓
2. 《可憐的東西》艾瑪·史東
3. 《音乐大师》嘉莉·慕萊根
4. 《之前的我們》葛莉塔·李
5. 《坠落的审判》桑德拉·惠勒

- 最佳男配角

1. 《奧本海默》小勞勃·道尼
2. 《五月的你，十二月的她》查爾斯·梅爾頓
3. 《花月殺手》罗伯特·德尼罗
4. 《可憐的東西》马克·鲁法洛
5. 《滯留生》多明尼克·塞薩（英语：Dominic Sessa）

- 最佳女配角

1. 《滯留生》達芬·喬伊·藍道夫
2. 《紫色姐妹花》丹妮爾·布魯克斯
3. 《奧本海默》艾美莉·賓特
4. 《泳不放棄》茱迪·科士打
5. 《五月的你，十二月的她》茱莉安·摩爾

- 最佳導演

1. 《奧本海默》克里斯托弗·诺兰
2. 《花月殺手》马丁·斯科塞斯
3. 《滯留生》亚历山大·佩恩
4. 《可憐的東西》尤格·藍西莫
5. 《之前的我們》席琳·宋

- 最佳外語片

1. 《坠落的审判》
2. 《利益区域》
3. 《法式火锅》
4. 《绝境盟约》
5. 《枯叶》

- 最佳紀錄片

1. 《美國交響樂：奏出淚汗血（英语：American Symphony (film)）》
2. 《战场日记》
3. 《我還是我：米高·福克斯（英语：Still: A Michael J. Fox Movie）》
4. 《呼吸的極限（英语：The Deepest Breath）》
5. 《此生如鴿：間諜小說大師勒卡雷（英语：The Pigeon Tunnel）》

- 最佳動畫片
  - 《蒼鷺與少年》
    - 亞軍：《蜘蛛俠：飛躍蜘蛛宇宙》

- 最佳劇本
  - 《滯留生》大衛·海明森（英语：David Hemingson）
    - 亞軍：《坠落的审判》潔絲汀·楚特、亞瑟·哈拉利（英语：Arthur Harari）

- 最佳攝影
  - 《奧本海默》霍伊特·范·霍伊特瑪
    - 亞軍：《花月殺手》羅德里戈·普里耶托（英语：Rodrigo Prieto）

- 最佳配樂
  - 《花月殺手》羅比·羅伯森
    - 亞軍：《奧本海默》魯德溫·葛瑞森

- 羅素·史密斯獎[註 1]
  - 《利益区域》

## 外部連結
- 官方网站